# Temporada 1947-48 de la BAA
La temporada 1947-48 de la BAA fue la segunda en la historia de la BAA, que más tarde se convertiría en la actual NBA. La temporada finalizó con Baltimore Bullets como campeones tras ganar a Philadelphia Warriors por 4–2.

## Aspectos destacados
Antes de que la temporada comenzara, Cleveland Rebels, Detroit Falcons, Pittsburgh Ironmen y Toronto Huskies desaparecieron dejando la BAA con 7 equipos. Baltimore Bullets entró a la liga procedente de la ABL para igualar numéricamente las divisiones.

## Clasificaciones
| Equipo                  | V  | D  | %V   | P  |
| ----------------------- | -- | -- | ---- | -- |
| Philadelphia Warriors   | 27 | 21 | .563 | -  |
| New York Knicks         | 26 | 22 | .542 | 1  |
| Boston Celtics          | 20 | 28 | .417 | 7  |
| Providence Steamrollers | 6  | 42 | .125 | 21 |

| Equipo              | V  | D  | %V   | P |
| ------------------- | -- | -- | ---- | - |
| St. Louis Bombers   | 29 | 19 | .604 | - |
| Baltimore Bullets C | 28 | 20 | .583 | 1 |
| Chicago Stags       | 28 | 20 | .583 | 1 |
| Washington Capitols | 28 | 20 | .583 | 1 |

* V: Victorias
* D: Derrotas
* %V: Porcentaje de victorias
* P: Partidos de diferencia respecto a la primera posición
* C: Campeón

## Playoffs
|  | Cuartos de final | Cuartos de final | Cuartos de final |              |    | Semifinales NBA | Semifinales NBA | Semifinales NBA |  |    | Finales NBA | Finales NBA | Finales NBA |  |
|  |                  |                  |                  |              |    |                 |                 |                 |  |    |             |             |             |  |
|  |                  |                  |                  |              |    |                 |                 |                 |  |    |             |             |             |  |
|  | O2               | Baltimore        | 2                |              |    |                 |                 |                 |  |    |             |             |             |  |
|  | O2               | Baltimore        | 2                |              |    |                 |                 |                 |  |    |             |             |             |  |
|  | E2               | New York         | 1                |              |    |                 |                 |                 |  |    |             |             |             |  |
|  | E2               | New York         | 1                |              | O3 | Chicago         | 0               |                 |  |    |             |             |             |  |
|  |                  |                  |                  |              | O3 | Chicago         | 0               |                 |  |    |             |             |             |  |
|  |                  |                  | O2               | Baltimore    | 2  |                 |                 |                 |  |    |             |             |             |  |
|  | E3               | Boston           | O2               | Baltimore    | 2  | 1               |                 |                 |  |    |             |             |             |  |
|  | E3               | Boston           |                  |              |    |                 |                 |                 |  |    |             |             |             |  |
|  | O3               | Chicago          | 2                |              |    |                 |                 |                 |  |    |             |             |             |  |
|  | O3               | Chicago          | 2                |              |    |                 |                 |                 |  | O2 | Baltimore   | 4           |             |  |
|  |                  |                  |                  |              |    |                 |                 |                 |  | O2 | Baltimore   | 4           |             |  |
|  |                  |                  | E1               | Philadelphia | 2  |                 |                 |                 |  |    |             |             |             |  |
|  |                  |                  | E1               | Philadelphia | 2  |                 |                 |                 |  |    |             |             |             |  |
|  |                  |                  |                  |              |    |                 |                 |                 |  |    |             |             |             |  |
|  |                  |                  |                  |              |    |                 |                 |                 |  |    |             |             |             |  |
|  |                  | O1               | St. Louis        | 3            |    |                 |                 |                 |  |    |             |             |             |  |
|  |                  |                  |                  | 3            |    |                 |                 |                 |  |    |             |             |             |  |
|  |                  |                  | E1               | Philadelphia | 4  |                 |                 |                 |  |    |             |             |             |  |
|  |                  |                  | E1               | Philadelphia | 4  |                 |                 |                 |  |    |             |             |             |  |
|  |                  |                  |                  |              |    |                 |                 |                 |  |    |             |             |             |  |
|  |                  |                  |                  |              |    |                 |                 |                 |  |    |             |             |             |  |
|  |                  |                  |                  |              |    |                 |                 |                 |  |    |             |             |             |  |
|  |                  |                  |                  |              |    |                 |                 |                 |  |    |             |             |             |  |

## Estadísticas
| Categoría                    | Jugador                       | Equipo                                        | Estadísticas |
| ---------------------------- | ----------------------------- | --------------------------------------------- | ------------ |
| Puntos por partido           | Joe Fulks                     | Philadelphia Warriors                         | 22.1         |
| Asistencias por partido      | Howie Dallmar Ernie Calverley | Philadelphia Warriors Providence Steamrollers | 2.5          |
| Porcentaje de tiros de campo | Bob Feerick                   | Washington Capitols                           | 34.0         |
| Porcentaje de tiros libres   | Bob Feerick                   | Washington Capitols                           | 78.8         |

## Premios
| - Mejor Quinteto de la Temporada - Ed Sadowski, Boston Celtics - Joe Fulks, Philadelphia Warriors - Howie Dallmar, Philadelphia Warriors - Bob Feerick, Washington Capitols - Max Zaslofsky, Chicago Stags | - 2.º Mejor Quinteto de la Temporada - Buddy Jeannette, Baltimore Bullets - Stan Miasek, Chicago Stags - Carl Braun, New York Knicks - Fred Scolari, Washington Capitols - John Logan, St. Louis Bombers |